# Йован Шливич
Йован Шливич (серб. Јован Шљивић, нар. 14 жовтня 2005, Крушеваць, Сербія) — сербський футболіст, атакувальний півзахисник клубу «Црвена Звезда».

## Ігрова кар'єра

### Клубна
Йован Шливич є вихованцем футбольної академії столичного клубу «Црвена Звезда». Але у 2022 році для набору ігрової практики був відданий в оренду у клуб Першої ліги «Графичар» з Белграда.
Перед сезоном 2023/24 футболіст повернувся до «Црвени Звезди», взявши собі в основній заявці сьомий номер. 30 липня 2023 року Шливич зіграв першу гру в основі «Црвени Звезди» у матчі чемпіонату країни. За результатами першого ж сезону в команді Шливич виграв титул чемпіона Сербії.

### Збірна
З 2021 року Йован Шливич виступав за юнацькі збірні Сербії.

## Титули
Црвена Звезда
 Чемпіон Сербії: 2023/24, 2024/25
 Володар Кубка Сербії: 2023/24, 2024/25